# Ruth Svedbergová
Ruth Augusta Svedbergová (14. dubna 1903 Gällivare – 27. prosince 2002 Göteborg) byla švédská atletka. Reprezentovala Švédsko na Letních olympijských hrách v Amsterdamu (1928) v běhu na 100 metrů, štafetě na 4 × 100 metrů a v hodu diskem, v němž získala v bronzovou medaili.